# Halicyclops bowmani
Halicyclops bowmani is een eenoogkreeftjessoort uit de familie van de Halicyclopidae. De wetenschappelijke naam van de soort is voor het eerst geldig gepubliceerd in 1993 door Carlos Eduardo Falavigna da Rocha en Thomas M. Iliffe.